# Macrobiotus centesimus
Macrobiotus centesimus är en djurart som tillhör fylumet trögkrypare, och som beskrevs av Giovanni Pilato 2000. Macrobiotus centesimus ingår i släktet Macrobiotus och familjen Macrobiotidae. Inga underarter finns listade i Catalogue of Life.